# Maslinjak (Pašman)
Maslinjak (Košarica) je nenaseljeni otočić u hrvatskom dijelu Jadranskog mora.
Njegova površina iznosi 0,034 km². Dužina obalne crte iznosi 0,78 km.